# سرو مجنون چینی
سرو مجنون چینی (نام علمی: Cupressus funebris) نام یک گونه از سرده سرو است.